# Randpion
Bij het schaken is een randpion een pion die aan de rand van het bord staat, dus op de a- of de h-lijn. Het feit dat een pion een randpion is kan een zwakte of juist een sterkte zijn. De randpion heeft echter enkele unieke eigenschappen in vergelijking met de andere pionnen.

## Remisemogelijkheden in het eindspel
In het eindspel bestaan er veel remisewendingen voor de verdedigende partij tegen een randpion.
- Het eerste diagram geeft een stelling waar wit over de verkeerde loper beschikt, met een witte loper is de stelling gewonnen voor wit. Nu kan de zwarte koning eeuwig heen en weer gaan tussen de velden a8 en b7. Tenzij de witte koning naar a6 of b6 gespeeld wordt om de pion te dekken, dan staat zwart pat.
- In het tweede diagram kan de verdedigende partij opnieuw eenvoudig remise afdwingen. Door 1. … Ta7 dwingt zwart torenruil af. Na 2. Txa7+ Kxa7 is het remise onvermijdelijk, doordat de zwarte koning niet uit de hoek verdreven kan worden, uiteindelijk is het pat onvermijdelijk. Als de eindstelling één veld naar rechts wordt verplaatst, dan wint wit.
- Het derde diagram toont een stelling waar de witte koning zich niet achter zijn eigen pion kan verschuilen. Zwart kan hier eeuwig schaak geven vanaf de h-lijn, te beginnen met 1. … Th5+. De enige manier om aan dit eeuwig schaak te ontsnappen is door de koning naar de koningsvleugel te gaan. Doet wit dit echter, dan gaat de witte randpion verloren door een gezamenlijke aanval door de zwarte toren en koning. De stelling is remise.
- Het vierde diagram toont een theoretische stelling. Indien wit aan zet is, is het remise (zie zetdwang), doordat de zwarte koning op c7 of c8 zal blijven om de pionpromotie te verhinderen. Is zwart aan zet, dan wint wit.

## Winstkansen door een verre vrijpion
Doordat een randpion ver verwijderd is van het centrum, kan het vaak een verre vrijpion worden. Een verre vrijpion is vooral gevaarlijk voor langzame stukken, zoals koning en paard. Vooral een paard heeft het moeilijk in de strijd tegen een randpion.
- Het vijfde diagram laat zien dat een verre vrijpion erg gevaarlijk kan zijn. Door de randpion op te spelen (1. a4) moet de zwarte koning de koningsvleugel verlaten om niet buiten het vierkant te komen (1. … Ke6). Hierna kan de witte koning binnendringen en alle zwarte pionnen veroveren (2. Kg5). Dit diagram is echter niet uniek voor een randpion, een witte pion op b4 zou hetzelfde effect gehad hebben.
- Het zesde diagram laat de strijd zien van een paard tegen een randpion. Na 1. a6 is de a-pion moeilijk van de promotie af te houden, door 1. … Pc6 kan het paard dit nog net voorkomen. Na de zetten 2. La4 Pa7 3. Ld7 blijkt duidelijk waarom het paard vooral tegen een randpion een zwakke verdediger is.
  - Het doet niet mee aan de strijd op de koningsvleugel.
  - Het beschikt slechts over drie velden, die hier allen door de loper gecontroleerd worden.

Zwart is in zetdwang en zijn koning kan niet langer in oppositie blijven. Na 3 … Kf7 4. Kg5 Kg7 kan wit de zetdwang niet langer in stand houden, maar wint wit eenvoudig door 5. Le8, waarna alle zwarte pionnen veroverd worden. De randpion wordt dan ook de natuurlijke vijand van het paard genoemd.